# Приз за спортивное поведение женской НБА
Приз за спортивное поведение женской НБА или Приз имени Ким Перрот (англ. Kim Perrot Sportsmanship Award) — ежегодная награда, вручаемая игроку женской национальной баскетбольной ассоциации (ВНБА), демонстрирующему в течение регулярного сезона максимально корректное поведение на площадке, олицетворяя этим принцип «фейр-плей» и за демонстрирование идеалов в спорте. Награда основана в сезоне 1997 года, с сезона 2000 года носит имя Ким Перрот, которая в первых двух чемпионатах лиги играла за «Хьюстон Кометс». В феврале 1999 года у неё был диагностирован рак лёгких, а в августе того же года она умерла, после шести месяцев борьбы с неизлечимым заболеванием. Каждая из 12-ти клубов лиги ежегодно делегирует одного из своих игроков, чтобы побороться за почётный приз. Победитель определяется специальной комиссией спортивных обозревателей, каждый из которых голосует за двух лучших игроков из этого списка. За первое место начисляется два очка, а за второе — одно. Баскетболистка, набравшая наибольшее количество баллов по итогам голосования, признаётся лауреатом награды. Действующим обладателем данного трофея является Дирика Хэмби из команды «Лос-Анджелес Спаркс».
В сезонах 2011 и 2013 годов победителей было по двое: Сью Бёрд из «Сиэтл Шторм» с Рут Райли из «Сан-Антонио Силвер Старз» и Свин Кэш из «Чикаго Скай» с Тамикой Кэтчингс из «Индиана Фивер» соответственно. Тамика Кэтчингс, Сью Бёрд и Ннека Огвумике становились обладательницами этого трофея по три раза, причём Огвумике выигрывала его трижды кряду, Бёрд — дважды. Ещё три игрока, Сьюзи Макконнелл, Дон Стэйли и Кара Лоусон, выигрывали эту премию по два раза. Лишь две иностранные баскетболистки становились победителями в данной номинации: Чжэн Хайся из Китая в сезоне 1997 года, а также Талли Бевилаква из Австралии в сезоне 2007 года.

## Легенда к списку
| ^                      | Игроки, выступающие в женской НБА по сей день      |
| *                      | Игроки, избранные в Зал славы баскетбола           |
| Игрок (жирным шрифтом) | Игроки, выигравшие в этом сезоне чемпионский титул |
| Игрок или команда (X)  | Количество побед в номинации игроком или командой  |

## Победители

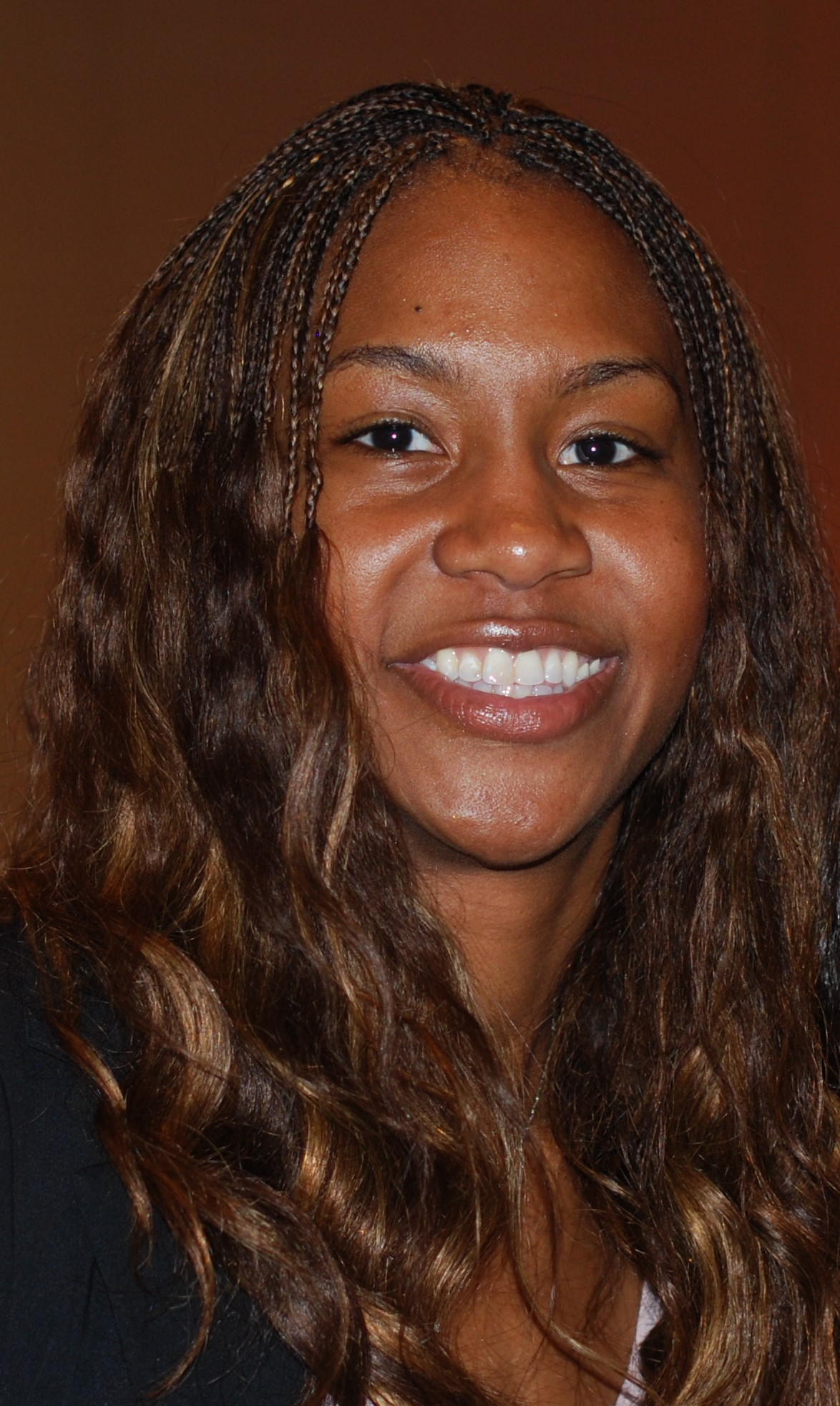
Тамика Кэтчингс трижды выигрывала приз за спортивное поведение

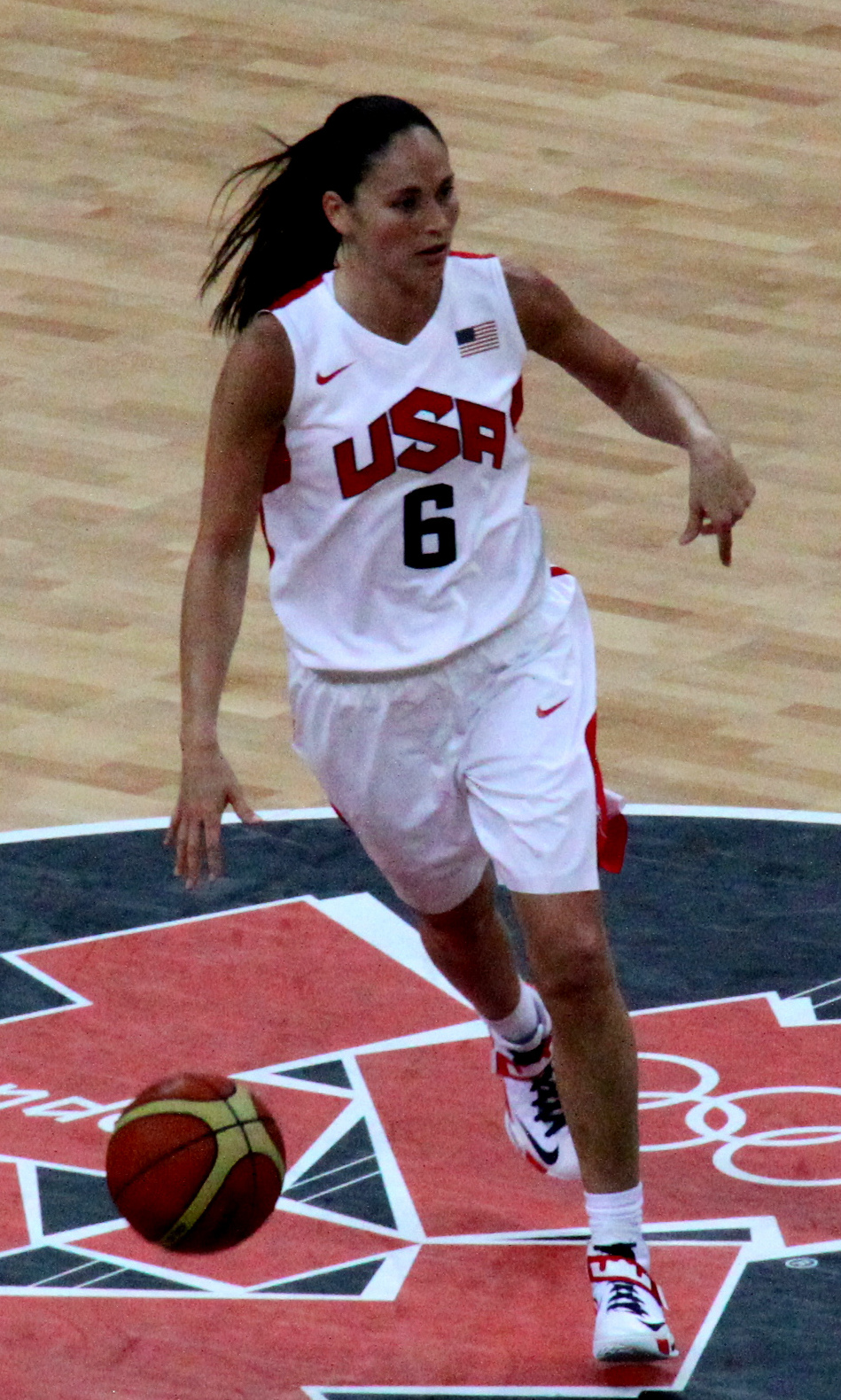
Сью Бёрд становилась обладателем почётного трофея также три раза

| Сезон | Игрок                | Национальность | Позиция             | Команда                      | Ссылки |
| ----- | -------------------- | -------------- | ------------------- | ---------------------------- | ------ |
| 1997  | Чжэн Хайся           | Китай          | Центровая           | Лос-Анджелес Спаркс          | [ 1 ]  |
| 1998  | Сьюзи Макконнелл     | США            | Защитник            | Кливленд Рокерс              | [ 2 ]  |
| 1999  | Дон Стэйли*          | США            | Защитник            | Шарлотт Стинг                | [ 3 ]  |
| 2000  | Сьюзи Макконнелл (2) | США            | Защитник            | Кливленд Рокерс (2)          | [ 4 ]  |
| 2001  | Сью Уикс             | США            | Форвард             | Нью-Йорк Либерти             | [ 5 ]  |
| 2002  | Дженнифер Гиллом     | США            | Форвард / Центровая | Финикс Меркури               | [ 6 ]  |
| 2003  | Эдна Кэмпбелл        | США            | Защитник            | Сакраменто Монархс           | [ 7 ]  |
| 2004  | Тереза Эдвардс*      | США            | Защитник            | Миннесота Линкс              | [ 8 ]  |
| 2005  | Тадж Макуильямс      | США            | Форвард / Центровая | Коннектикут Сан              | [ 9 ]  |
| 2006  | Дон Стэйли* (2)      | США            | Защитник            | Хьюстон Кометс               | [ 10 ] |
| 2007  | Талли Бевилаква      | Австралия      | Защитник            | Индиана Фивер                | [ 11 ] |
| 2008  | Вики Джонсон         | США            | Защитник / Форвард  | Сан-Антонио Силвер Старз     | [ 12 ] |
| 2009  | Кара Лоусон          | США            | Защитник            | Сакраменто Монархс (2)       | [ 13 ] |
| 2010  | Тамика Кэтчингс*     | США            | Форвард             | Индиана Фивер (2)            | [ 14 ] |
| 2011  | Сью Бёрд*            | США            | Защитник            | Сиэтл Шторм                  | [ 15 ] |
| 2011  | Рут Райли            | США            | Форвард / Центровая | Сан-Антонио Силвер Старз (2) | [ 15 ] |
| 2012  | Кара Лоусон (2)      | США            | Защитник            | Коннектикут Сан (2)          | [ 16 ] |
| 2013  | Свин Кэш*            | США            | Форвард             | Чикаго Скай                  | [ 17 ] |
| 2013  | Тамика Кэтчингс* (2) | США            | Форвард             | Индиана Фивер (3)            | [ 17 ] |
| 2014  | Бекки Хэммон*        | США            | Защитник            | Сан-Антонио Старз (3)        | [ 18 ] |
| 2015  | Делиша Милтон-Джонс  | США            | Форвард             | Атланта Дрим                 | [ 19 ] |
| 2016  | Тамика Кэтчингс* (3) | США            | Форвард             | Индиана Фивер (4)            | [ 20 ] |
| 2017  | Сью Бёрд* (2)        | США            | Защитник            | Сиэтл Шторм (2)              | [ 21 ] |
| 2018  | Сью Бёрд* (3)        | США            | Защитник            | Сиэтл Шторм (3)              | [ 22 ] |
| 2019  | Ннека Огвумике^      | США            | Форвард             | Лос-Анджелес Спаркс (2)      | [ 23 ] |
| 2020  | Ннека Огвумике^ (2)  | США            | Форвард             | Лос-Анджелес Спаркс (3)      | [ 24 ] |
| 2021  | Ннека Огвумике^ (3)  | США            | Форвард             | Лос-Анджелес Спаркс (4)      | [ 25 ] |
| 2022  | Сильвия Фаулз*       | США            | Центровая           | Миннесота Линкс (2)          | [ 26 ] |
| 2023  | Элизабет Уильямс^    | США            | Центровая           | Чикаго Скай (2)              | [ 27 ] |
| 2024  | Дирика Хэмби^        | США            | Форвард             | Лос-Анджелес Спаркс (5)      | [ 28 ] |